# Roman Czibulka
Roman Czibulka (ur. 1839 w Bratysławie, zm. 1900 w Krakowie) – uczestnik powstania styczniowego (1863), kolejarz.

## Życiorys
Na początku 1863, jako podporucznik 2. klasy służył w Galicyjskim Pułku Piechoty Nr 80, który wówczas stacjonował w Wiedniu.
Podczas powstania styczniowego na czele 63 żołnierzy Pułku Huzarów Nr 6 z Bochni dołączył do oddziału Kajetana Cieszkowskiego pseud. „Ćwiek”. Walczył pod Chełmem, Iłżą, Kowalą oraz w bitwie pod Puławami, gdzie został ciężko ranny i o mało nie dostał się do niewoli rosyjskiej.
Po zakończeniu powstania był przez władze austriackie więziony, a następnie amnestionowany. W latach późniejszych wstąpił do służby kolejowej na Kolei galicyjskiej im. Karola Ludwika i przechodząc wszystkie szczeble kariery zawodowej, będąc na stanowisku naczelnika stacji kolejowej w Nowym Zagórzu dosłużył się emerytury. Członek Towarzystwa Przyjaciół Sztuk Pięknych w Krakowie. Był rodzonym bratem znanego kompozytora i kapelmistrza wiedeńskiego Alfonsa Czibulki.
Został pochowany na cmentarzu Rakowickim w Krakowie, kwatera Ra.